# Kaifūsō
Il Kaifuso (giapponese 懐風藻 ) è la più antica antologia di poesie cinesi scritta da autori giapponesi. Venne compilata da uno o più autori ignoti nel 751. Comprende 120 poesie scritte in cinese da 64 diversi poeti -nobili o da funzionari della corte imperiale. I temi più trattati in questi testi sono banchetti a corte o escursioni. Poco spazio è dato a temi politici ed amorosi.